# 宮永好道
宮永 好道（みやなが よしみち、1930年 - 1999年1月23日）は、元シャープ顧問、コラムニスト。兵庫県神戸市生まれ。
「パソコンは、ソフトが無ければただの箱」の名言を残した人物としても知られる。また、「Dr.パソコン」、秋葉原界隈の「パソコン仙人」の異名を持つ。

## 来歴
京都大学で応用数学を学び、各地の研究機関を渡り歩いたのち、コンピュータエンジニアへ転向。東芝の委嘱としてミニコンピュータ、TOSBACシリーズのコンサルティングとして務める。
やがてパソコンが台頭し始めた頃、シャープの顧問となる。シャープ初期のパソコン、MZシリーズやX1シリーズ、X68000シリーズの開発に係わるようになる。
1982年、テレビ東京系の番組「パソコンサンデー」に、『Dr.パソコン』の愛称で、主席講師として6年間レギュラー出演。「X」を「エッキス」とドイツ語読みする（FOR～NEXT構文は「フォー・ネキスト」になる）などの独特な口調が話題となる。また、1984年にはシャープのパソコン、MZ-1500のCMに、同機のイメージキャラクターである倉沢淳美と共演した。
のちに複数のPC関連メーカーの顧問を歴任するようになる。
そして日本パーソナルコンピュータ・ユーザーズ・コンソーシアム（JPUC）を結成。パソコンと社会を繋ぐパイプ役として活動をした。
1999年1月23日、心筋梗塞で逝去。69歳没。

## 著書
- ホームコンピュータ入門―その活用法と儲け方のノウハウ (1979年)
- 楽しく学ぶBASIC（1982年）
- プロならこうする パソコン・プログラミング―MZシリーズを使って  (1983年)
- Inside PowerPC（1994年、監訳として）
- 誰も書けなかったパソコンの裏事情（1998年) ISBN 4890631011

この本は晩年、宮永が執筆した「DOS/V Magazine」でのコラムを加筆修正し単行本化されたもの。PCの歴史や各メーカーの設計の傾向、PCの未来の予測などを書き綴っている。なお、宮永が他界する一ヶ月前の刊行であった。

## 出演

### TV
- パソコンサンデー（テレビ東京）

### CM
- シャープ MZ-1500（1984年）
- 雪印乳業 ネオソフト（「マーガリン判定家」役として。西田敏行と共演。1984年）

## 参照
1. ↑  誰も書けなかったパソコンの裏事情 P.150